# Купецький будинок (Ніжин)
Купецький будинок (Будинок грецького магістрату) — пам'ятка архітектури XVIII ст. національного значення (№ 832), а також багатоквартирний житловий будинок в м. Ніжині. З середини XX ст. в численних наукових публікаціях його атрибують як будівлю ніжинського Грецького магістрату.

## Атрибуція
Після Другої Світової війни історична частина Ніжина була значно пошкоджена, що призвело до знесення низки історичних будівель в районі Грецького кварталу. Зокрема були втрачені торгові ряди, залишки міського та грецького магістратів. Саме в цей час в науковій літературі з'являються численні атрибуції споруди як будівлі Грецького магістрату. Нині вона вважається недостовірною, і насправді це колишній купецький житловий будинок, який належав одному з ніжинських греків — купцю Чернову.
Існує припущення того що в ній повністю чи частково деякий час міг розміщуватись грецький магістрат, проте для цього нині нема жодних підтверджень.
В залежності від публікацій будівля також відома як:
- Купецький будинок 18 ст. (вул.Бібліотечна)[2][4]
- Магістрат кін. 18 ст.[5]
- Грецький магістрат[6]
- Будинок грецького магістрату 1785 р. (вул.Гребінки, 21)[7]

## Опис
Споруджений в стилі бароко, з цегли, двоповерховий, з склепінчастим підвалом. У плані прямокутник (13,4: 25,5 м). З боку дворового фасаду — двоповерхова прибудова прямокутна в плані, виконує роль сходової клітки (спочатку сходи віялоподібна з дерева та дерев'яними перилами). Фасади вирішені лаконічно. По периметру розмежені горизонтальним пояском на два яруси. Відповідно розташовані віконні прорізи — знизу квадратні, вгорі прямокутної форми, лиштви виконані в характерних для Ніжина барокових формах. У віконних прорізах збереглися металеві крюки від віконниць і решіток. Перекриття першого поверху-напівциркульні склепіння і плоске, другого — плоске. Дах чотирьохскатний, конструкції дерев'яні, покриття — металеве.
Будівля збереглась в першопочатковому об'ємі. Нині втрачені металеві решітки в вікнах першого поверху та оковані металом ставні. Також будівля втратила першопочаткове планування після пристосування під житло.